# 李俊一
李俊一（朝鲜文: 리준일；英文: Ri Jun-Il；1987年8月24日—）朝鲜足球运动员。入选过朝鲜国家足球队。朝鲜足球甲级联赛小白水體育團队员。

## 联赛
自2008年起，李俊一开始加入小白水體育團。

## 国家队
自2008年入选国家队，出场36次，不过无进球。参加过2010年南非世界杯，并上场。还参加过2011年亚洲杯足球赛。